# Batallón de Ingenieros Mecanizado 9
El Batallón de Ingenieros Mecanizado 9 «Zapadores de Chubut» (B Ing Mec 9) es un batallón de ingenieros del Ejército Argentino con base en el Cuartel de Ejército «Río Mayo», provincia del Chubut.

## Origen
Su núcleo provino de la Compañía de Ingenieros 9, con base en la Guarnición de Ejército «Sarmiento», la cual fue creada el 2 de enero de 1978. En 1992, por una reestructuración del Ejército Argentino, se suma a esta unidad la Compañía de Ingenieros Mecanizada 11 de Río Gallegos y ambas conformaron el Batallón de Ingenieros 9 en el Cuartel de Ejército «Río Mayo».

## Guerra de Malvinas (1982)
La entonces Compañía de Ingenieros 9, a órdenes del teniente coronel Minorini Lima, participó con la totalidad de sus medios en la guerra de las Malvinas. Según su jefe, la subunidad a su cargo recibió la orden de operaciones una semana antes del desembarco en Puerto Argentino. Arribó al escenario a bordo del rompehielos ARA Almirante Irízar (Q-5) y luego de consolidado el objetivo de Puerto Argentino, se dirigió a la isla Gran Malvina, en particular Bahia Fox Este, izando allí por primera vez la enseña nacional, el 5 de abril. El personal de la compañía fue trasladado con el rompehielos, mientras que su material fue transportado por el buque ARA Isla de los Estados; el buque atraco en el muelle de Bahia Fox Este, sin hallar resistencia. Se desembarcaron viveres y leña para 15 días, 4 jeeps, 1 ambulancia, 2 Unimog, minas, municiones y explosivos. Al día siguiente, el 6 de abril, una patrulla a cargo del propio Minorini Lima requiso equipos de comunicaciones y armas del personal civil en Bahia Fox Oeste. Se fortaleció la defensa de Bahia Fox Este: para fines de abril, se habían instalado, en alrededores, 1.500 minas (entre AT y AP), alambradas, así como en el sector de playa minas vietnamitas de detonación remota. Se estableció un sistema permanente de patrullas, la cual se discontinuaron en los primeros días de mayo, al agotarse las pilas para las radios (cada radio empleaba 16 pilas, que duraban 24 hs). 
El 9 de Mayo se produjo la primera incursión aérea en Bahia Fox; un Sea Harrier lanzando bengalas sobre la posición; seguidamente el 16 de mayo fue ametrallado por dos helicópteros el buque ARA Bahia Buen Suceso, que se hallaba en el muelle; el ataque fue respondido (4 a. m.) por fuego de fusileria y logró la huida de las aeronaves. El 17 de Mayo se produce el primer bombardeo, dejando como resultado 1 oficial y 2 conscriptos heridos; en esa oportunidad es nuevamente averiado el ARA Bahia Buen Suceso. Con posterioridad a estas acciones, el día 20 la posición fue atacada con bombas Beluga, concentrándose sobre el depósito de combustible. El 26 de Mayo tuvo lugar el primer bombardeo naval (quedando destruido el Puesto Comando de retaguardia); a patir de entonces, todas las noches hubo ataques de la artillería naval.
La unidad se ocupó del control de Bahía Fox, y a partir del 13 de abril, llegado a la posición parte del Regimiento de Infantería 8 (R.I.8), quedaron ambos integrando la Fuerza de Tarea Reconquista. Se desempeñó en funciones como la construcción de obras, cambiando posiciones en forma permanente y simulando posiciones de artillería para disuadir la presencia naval británica en la zona. No se registraron bajas durante el conflicto. En su reporte, el Ten. Cnel. Minorini Lima informa que durante todo el mes de mayo solamente hubo abastecimiento de viveres en dos oportunidades: una por vía marítima y otra mediante un lanzamiento, lo que motivo la necesidad de basar casi toda la alimentación en carne de oveja, produciéndose en junio una escasez casi total de leña y viveres secos. El día 14 de junio se recibió la orden en Bahia Fox de dar por terminada la misión, siendo el día 15 autorizado el personal británico a desembarcar allí y tomar la rendicion.
Por decreto N.º 22.767 del Poder Ejecutivo Nacional le fue otorgada la medalla «De Campaña», condecorando su participación en la guerra de las Malvinas.

## Historia operativa (posguerra).
Prestó servicios de potabilización de agua en mayo de 2008, como consecuencia de los daños producidos por la erupción del Volcán Chaitén, suministrando a las poblaciones de Lago Rosario, Sierra Colorada y Valle Frío.
Mantiene desde 2010 una sección de ingenieros desplegada en Haití como parte del Batallón Conjunto Argentino que actúa en la misión MINUSTAH de Naciones Unidas, relevando personal cada seis meses. En octubre de ese año colaboró con el censo nacional en los sectores más aislados de su provincia.
En junio de 2011 desplegó elementos en Bariloche para suministrar agua a la población afectada por las cenizas de la Erupción del Volcán Puyehue.